# Господи! Помоги мне выжить среди этой смертной любви
«Го́споди! Помоги́ мне вы́жить среди́ э́той сме́ртной любви́» (нем. Mein Gott, hilf mir, diese tödliche Liebe zu überleben), также называемое «Братский поцелуй» — граффити Дмитрия Врубеля в East Side Gallery (Берлин, Германия), изображающее поцелуй генерального секретаря ЦК КПСС Леонида Брежнева и руководителя ГДР Эриха Хонеккера. Одно из самых известных граффити мира. Название отсылает к жертвам, пытавшимся преодолеть Берлинскую стену.

## История

### Версия 1990 года
Прототипом граффити послужила фотография, сделанная французским фотографом Режи Боссю (род. 1944) 7 октября 1979 года. Врубель называл содержание фотографии «отвратительным и омерзительным». Поэт Дмитрий Александрович Пригов предложил Врубелю идею изобразить сцену на Берлинской стене.

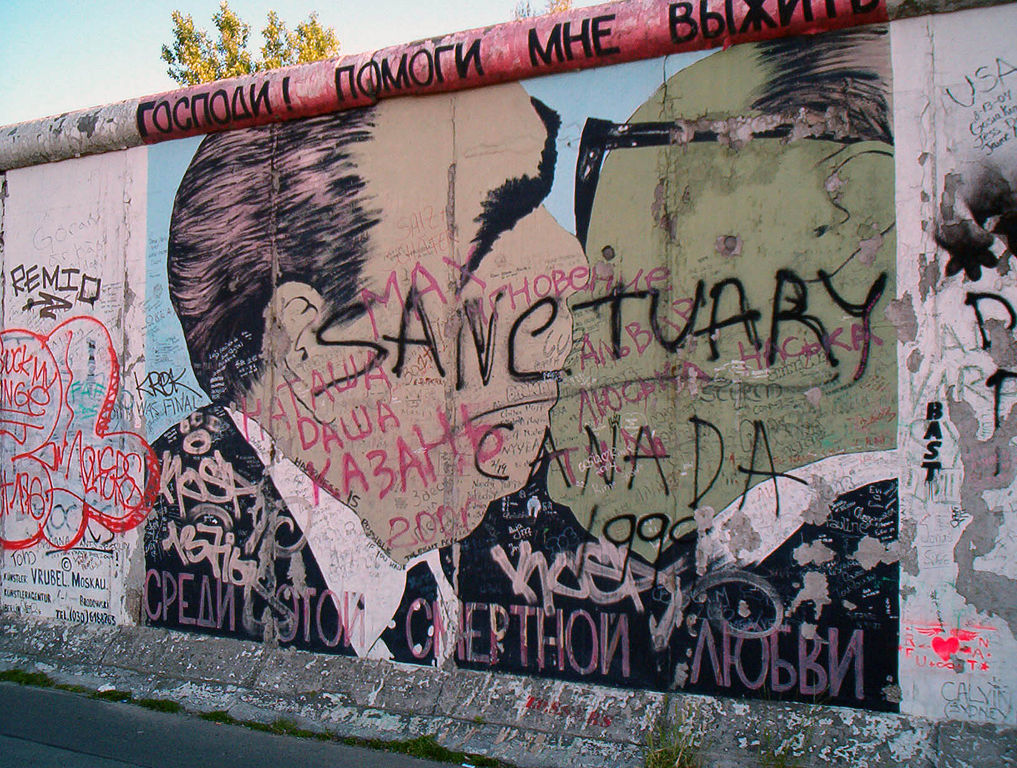
Состояние оригинальной работы в 2005 году

Помощь в создании граффити организовывал Александр Бродовский, который ранее работал гидом-переводчиком в ГДР. Он занимался современным искусством и пригласил пятерых художников из СССР для того, чтобы сделать первую в ГДР выставку советского современного искусства. До падения Берлинской стены в 1989 году граффити на стене существовали только на западной стороне. Врубель создал рисунок в 1990 году на восточной стороне Берлинской стены, которая ныне является частью East Side Gallery. Врубель пытался получить разрешение на рисование на восточной стороне, но Министерство национальной обороны ГДР отказало. Вместо этого он нашёл «шотландскую девушку», продающую «разрешения» на рисование на стене, и подписал контракт, в котором отказался от всех своих прав на картину.

### Версия 2009 года
Наряду с другими рисунками, картина продолжала экспонироваться после демонтажа стены, но вандализм и атмосферные условия постепенно привели к её разрушению. В марте 2009 года картина, наряду с другими, была стёрта со стены, чтобы дать возможность художникам перерисовать их более прочными красками. Дмитрий Врубель согласился восстановить его.

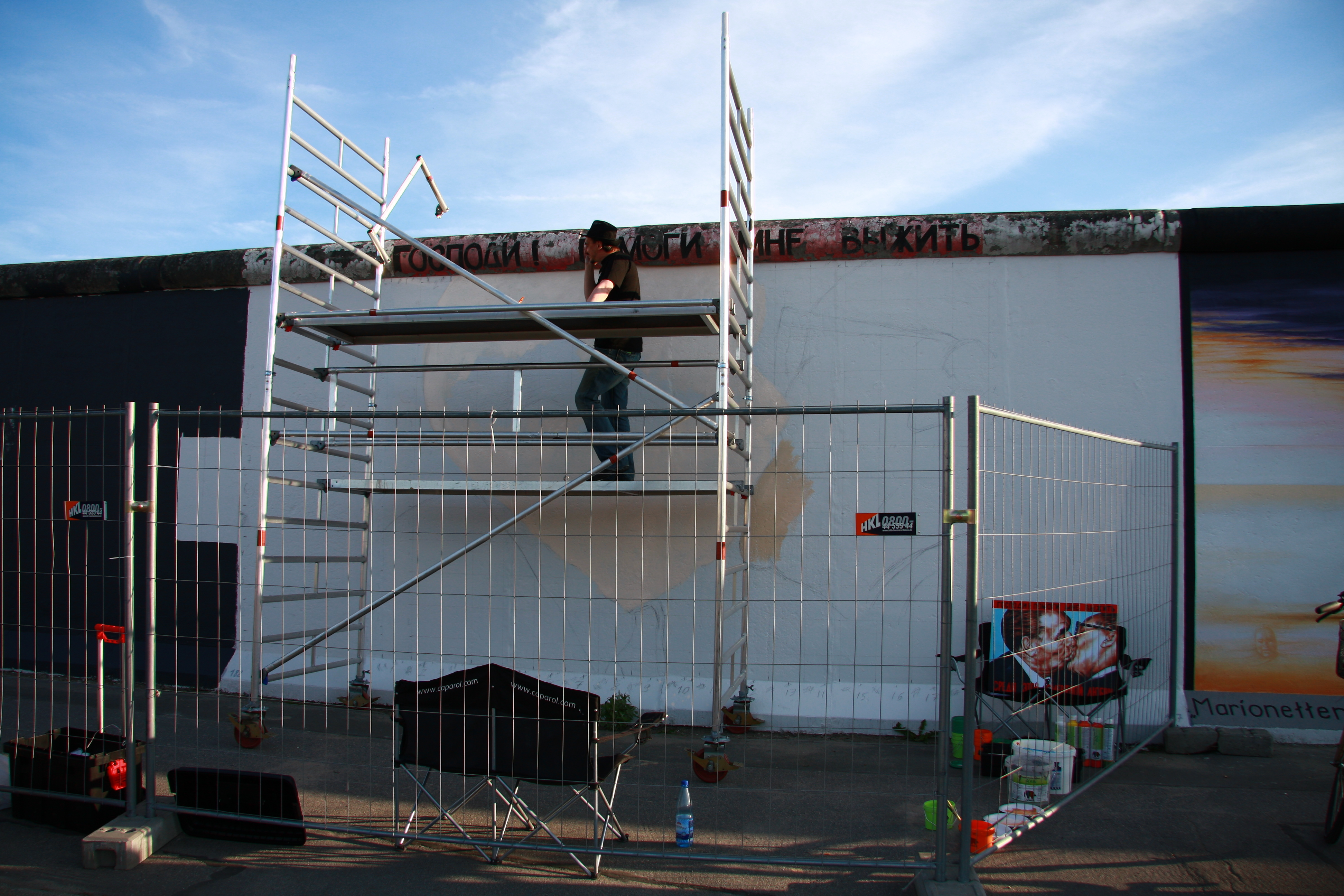
Врубель восстанавливает граффити в 2009 году

С точки зрения стиля, между работами 1990 и 2009 года есть небольшие различия, и Врубель признал, что допустил технические ошибки в оригинальной работе из-за неопытности в использовании метода. Основное различие между первой и второй работой заключается в использовании линий и цвета, которые улучшились в версии 2009 года, придав ей более реалистичный вид.
Фотограф Боссю и Врубель познакомились в 2009 году и 16 июня сфотографировались вместе с репродукцией своих работ.
Хотя изображение использовалось на сувенирах, продававшихся рядом с East Side Gallery, Врубель говорил, что плата за репродукцию в 2009 году была единственной прибылью, которую он когда-либо получал от изображения. Согласно немецкому законодательству, искусство, созданное в общественном месте, не пользуется защитой авторских прав.
Одна из авторских копий, написанная на фанере, находится в постоянной экспозиции Новой Третьяковки.